# Сальсксельмаш (завод)
«Сальсксельмаш» — машиностроительное предприятие, находящееся в Сальском районе Ростовской области. Полное наименование — Общество с ограниченной ответственностью «Сальсксельмаш».
Расположен в посёлке Гигант Сальского района.

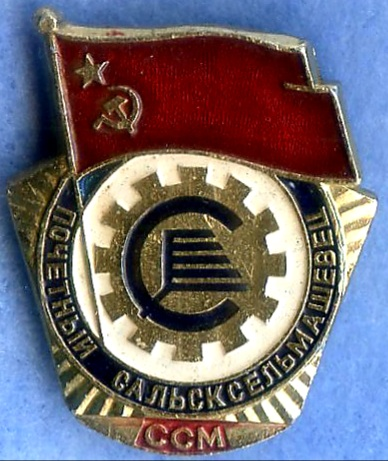
Почётный Сальсксельмашевец Нагрудный знак

## История и деятельность
История предприятия, богатого трудовыми традициями, начинается с 1934 года, когда после разукрупнения совхоза «Гигант» центральная ремонтная мастерская была реорганизована в авторемонтный завод, который производил капремонт тракторов, моторов, автомашин, выпуская запасные части к ним.
С первых дней войны завод был переключен на спецпродукцию, которую выпускал до отхода наших войск с территории Сальского района. Находясь в эвакуации (в период с 1941 по 1944 годы) в г. Гори на Кавказе - предприятие работало на военные нужды.
После освобождения Ростовской области от оккупантов завод возвратился на свое место и приступил к восстановлению. Перед коллективом встала новая задача: освоить выпуск токарных станков. С этого времени завод стал именоваться Сальским механическим заводом. До 1959 года на Сальском механическом заводе выпускались высокопроизводительные токарные станки.
С 1960 года Сальский завод получил новую специализацию, основанную на выпуске сельскохозяйственной техники для уборки незерновой части урожая - копновозов КНУ-11 и стогометателей СНУ - 0,5. Одновременно идет подготовка к производству новой сельскохозяйственной машины - копновоза КУН - 10. Вскоре первые изделия сошли с конвейера. Новое направление дало и новое название предприятию: в мае 1965 года оно переименовалось в Сальский завод сельскохозяйственного машиностроения  — «Сальсксельмаш».
С 1976 года началась подготовка производства с последующим выпуском погрузчика фронтального ПФ-0.75, предназначенного для работы на складах минеральных удобрений.
Основная продукция с 1983 года и по настоящее время - погрузчик-копновоз универсальный ПКУ-0.8, выпускаемый в нескольких комплектациях. Прекрасных отзывов удостоен и стогометатель-погрузчик СНУ-550.
«Сальсксельмаш» постоянно совершенствует выпускаемые машины и ведет разработку новых, в 2003 году завод приступил к выпуску коммунальной техники: щеток, отвалов, погрузчиков на трактора различных марок.
С 2004 года завод приступил к перевооружению с переходом на гибкие современные технологии. Переход на выпуск новых машин потребовал внедрения новых прогрессивных технологий. За последнее десятилетие на заводе освоено холодное выдавливание гидроарматуры, плазменная резка труб различных профилей и диаметров, изготовление деталей на станках с числовым программным управлением.
За период с 2006 по 2012 год завод произвел серьезную модернизацию производства со значительным обновлением станочного парка.
В феврале 2012 года ОАО «Сальсксельмаш» реорганизовано в ООО «Сальсксельмаш».
Сегодняшний завод «Сальсксельмаш» — это современный, многофункциональный промышленный комплекс состоящий из 12 корпусов. Общая площадь завода — более 10 гектаров. Цеха собраны в одну технологическую цепочку с межцеховым транспортом для перемещения деталей. 

## Награды
В 1973 году продукции завода Сальсксельмаш копновозу КУН-10, первой сельхозмашине Дона, был присвоен государственный Знак качества.
Продукция ООО«Сальсксельмаш» отмечена на многих выставках медалями и дипломами.

## Продукция Сальсксельмаша
«Сальсксельмаш» выпускает:
- Коммунальное оборудование (щетки, отвалы)
- Погрузочное навесное оборудование
- Опрыскиватели ОПШ
- Навесное-коммунальное оборудование на импортную технику